# Марстранд
Марстранд (швед. Marstrand) — місто в Швеції в комуні Кунгельв лену Вестра-Гьоталанд .
Розташовується за 30 км на північний захід від Гетеборга на островах Марстрандзон і Куйон . Населення міста — 375 осіб.
Місто здавна є курортом. Важливу роль в його економіці відіграють також туризм, судноплавство, рибальство і суднобудування.

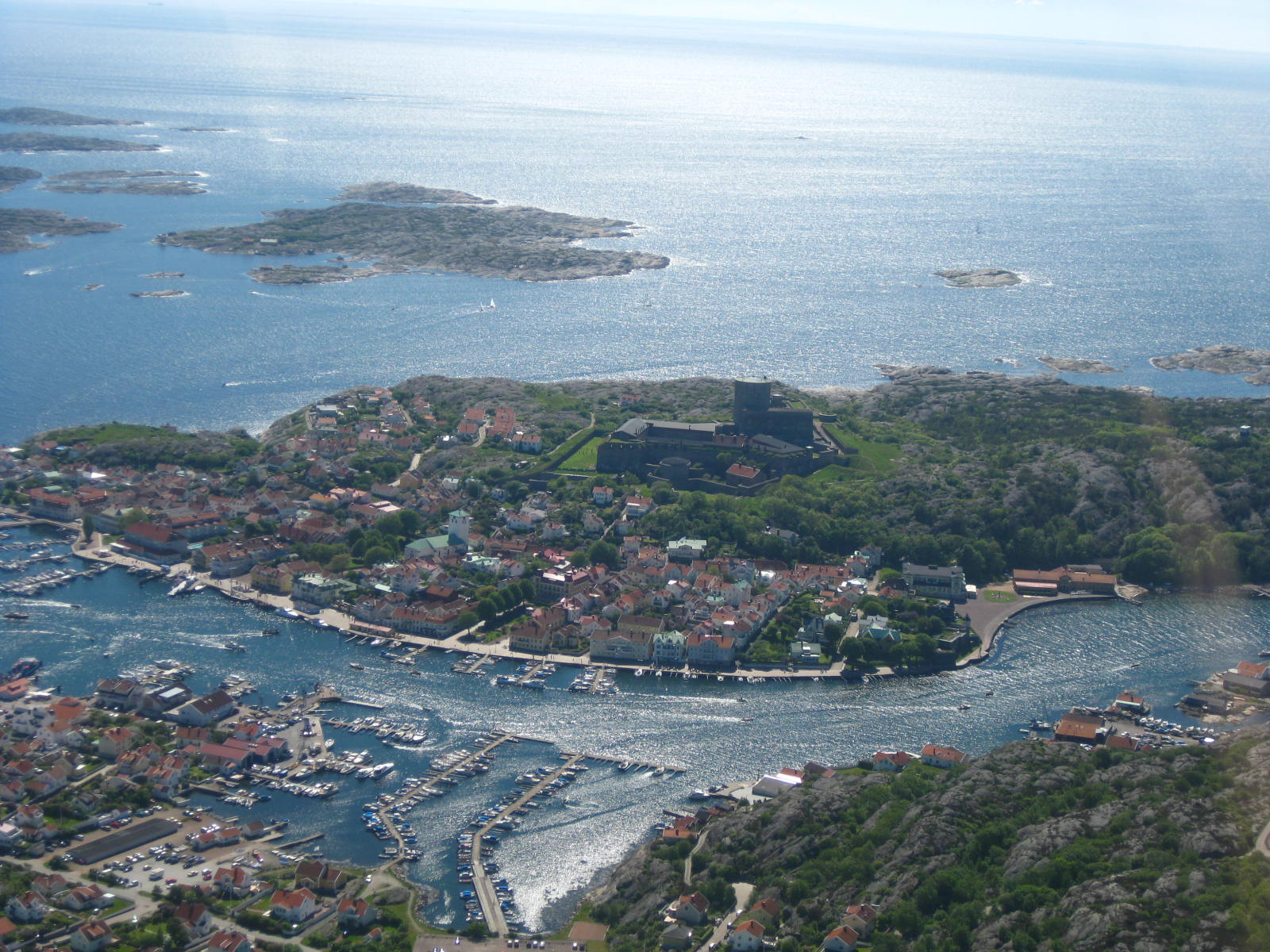
Марстранд

## Історія
Місто виникло, напевно, в XIII столітті в зв'язку зі збільшенням видобутку оселедця в цьому районі, який в той час належав Норвегії. Після переходу міста в 1658 році під владу шведської корони тут була зведена Карлстенська фортеця, яка і понині панує над Марстрандом. В ході війни за Сконе (1675-79) місто в 1677 році було захоплене норвезькими частинами данської армії. Після деякого застою в XVII столітті економіка Марстранда в другій половині XVIII століття знову зазнала підйому завдяки оселедцю, що прийшов до його берегів. Піднесенню також сприяло і те, що Марстранд в 1775 році був оголошений порто-франко. Проте, в 70-х рр. XVIII століття він все ще залишався невеликим містечком з населенням, що не перевищувало 1 тисячі чоловік.
У XIX столітті місто знову занурилося в стагнацію, чисельність населення впала. З 1822 року Марстранд став головним курортним місцем на всьому західному узбережжі Швеції. У 1942 році було відкрито дорожнє сполучення, що зв'язало місто з великою землею. У 1970 році Марстранд був найменшим містом Швеції.